# IC 3481A
IC 3481A је елиптична галаксија у сазвјежђу Дјевица која се налази на листи објеката дубоког неба у Индекс каталогу.
Деклинација објекта је + 11° 23' 26" а ректасцензија 12h 32m 56,7s. Привидна величина (магнитуда) објекта IC 3481 износи 13,4 а фотографска магнитуда 14,4. IC 3481A је још познат и под ознакама MCG 2-32-128, VV 43, ARP 175, NPM1G +11.0320, Zwicky's triplet, PGC 41646.